# Бубеннов, Сергей Михайлович
Сергей Михайлович Бубеннов (13 июня 1930, Щегловск, Щегловский район, Кузнецкий округ, Сибирский край, РСФСР, СССР — 30 июля 2005, Казань, Республика Татарстан, Российская Федерация) — советский и российский художник, монументалист, живописец. Заслуженный деятель искусств Республики Татарстан (2000).

## Биография
Сергей Михайлович Бубеннов родился 13 июня 1930 года в Щегловске (ныне — Кемерово). По национальности — русский.
Отец — Михаил Семёнович Бубеннов (1909—1983), писатель; мать — Раиса Николаевна (1908—1940, урожд. Киясова), родом из Рыбной Слободы, после революции была выслана с семьёй на Алтай. Учительствовали в селе Сорокино около Заринска, где и поженились. Вскоре после рождения сына семья переехала в Татарию, а в 1940 году Раиса скончалась по болезни сердца. Сергей жил с бабушкой по матери в Набережных Челнах, пока отец добровольцем участвовал в Великой Отечественной войне, затем повторно женился и увёз сына в Ригу
Свой первый набор масляных красок получил в подарок от отца перед войной. В 1949 году окончил Рижское художественное училище имени Я. Розенталя. В том же году поступил в Ленинградское высшее художественно-промышленное училище им. В. И. Мухиной, где учился у П. Д. Бучкина и Р. Р. Френца, специализируясь в области монументально-декоративной живописи. В 1957 году окончил училище, выполнив в качестве дипломной работы эскиз плафона для Государственного музея Великой Октябрьской социалистической революции в Ленинграде под руководством Г. И. Рублёва.
С 1957 года работал художником местной студии телевидения в Мурманске, а в 1958 году переехал в Казань. Работал в Татарском художественном фонде, где в 1961—1981 годах был членом художественного совета. Выставлялся с 1962 года, участвовал в международных, всесоюзных, всероссийских, республиканских и зональных выставках. С 1964 года также преподавал в казанской детской художественной школе. Член Союза художников СССР с 1968 года. На протяжении своей творческой карьеры выступил автором множества мозаик, росписей, сграффито в интерьерах и на фасадах общественных зданий, став настоящим пионером монументального искусства в Казани. В 2000 году удостоен почётного звания заслуженного деятеля искусств Республики Татарстан.
Сергей Михайлович Бубеннов скончался 30 июля 2005 года в Казани, похоронен на Арском кладбище.

## Очерк творчества
Интенсивное гражданское строительство 1960-х годов в Казани и Татарстане с возведением прекрасных зданий общественного назначения способствовало широкому вовлечению художников в благоустройство города, где они активно применяли свои познания на стыке различных жанров в области монументальной живописи, стенописи, мозаики. Круг художников-монументалистов составляли молодые мастера, большие энтузиасты своего дела, — это Р. А. Кильдибеков, В. М. Маликов, В. К. Фёдоров. Бубеннов был активным и энергичным участником данного коллектива, и во многом благодаря ему этот период времени ознаменовался возрождением в республике монументальной живописи, практически отсутствовавшей на протяжении последних тридцати лет. Такие произведения были плодом коллективного творчества от стадии эскиза и до исполнения авторского замысла, тогда как художникам самим приходилось воплощать свои идеи, чтобы элементарно заработать на жизнь. Большинство работ создавалось в условиях ограниченных возможностей и средств, проблемы также были связаны со склонностью художников к «суровому стилю», и оттого штампованному распространению схематизма, огрублению образа человека.

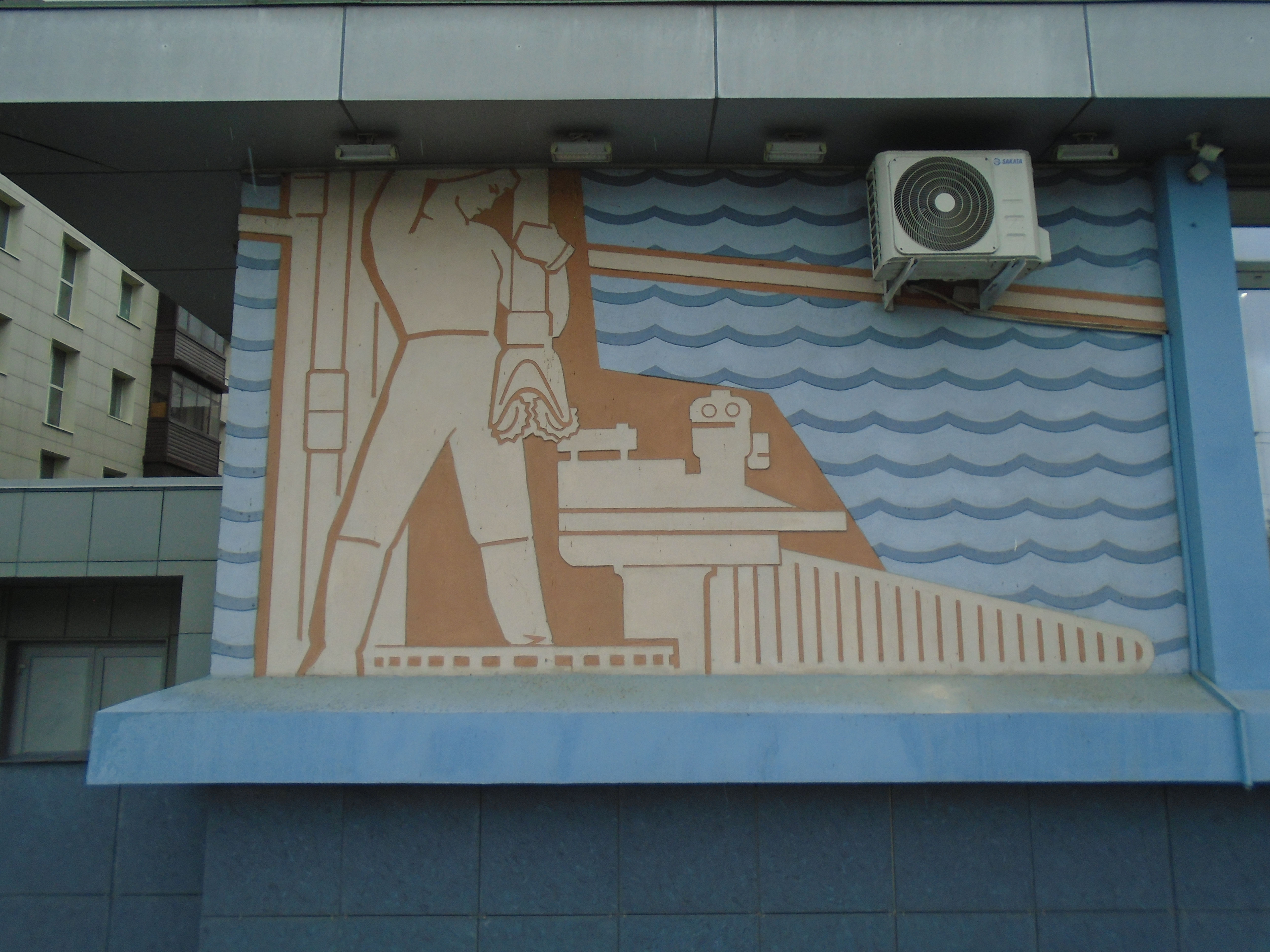
Гостиница «Волга», ул. Саид-Галеева

Одной из первых работ Бубенного в Казани являются росписи темперой в фойе Дворца культуры имени В. И. Ленина (1962). В 1961—1963 годах он вместе с Кильдибековым и Маликовым украсил фасад новой гостиницы «Волга» монументально-декоративной композицией в технике сграффито на тему «Казань — порт пяти морей» и «Народы Поволжья». Опираясь на символическую трактовку электроэнергии, нефти, воды, рыбы, художники создали повествование о жизни народов Поволжья, о том, как север и юг объединила река Волга, отдавшая им свои богатства. Композиция выполнена в приглушённой трёхцветной гамме, тёмный фон сочетается с красноватым и серым цветами объектов изображения. По оценкам критиков, художественное решение не отличалось совершенством, оно оказалось слишком наполнено схематичными обозначениями определённых понятий, а характер сграффито получился грубоватым. Тем не менее, начало было положено, и данная работа стала первым свидетельством оживления монументального искусства в Казани. В 1963 году Бубеннов вместе с Кильдибековым и Маликовым создал рельефно-мозаичные панно «Старая Казань» и «Новая Казань» в интерьере ресторана «Казань» при одноимённой гостинице на улице Баумана, реконструированного и оформленного по проекту А. А. Спориуса и М. С. Артамонова. В 1966 году Бубеннов исполнил сграффито на стене клуба имени В. В. Воровского на тему «Труд — владыка мира».

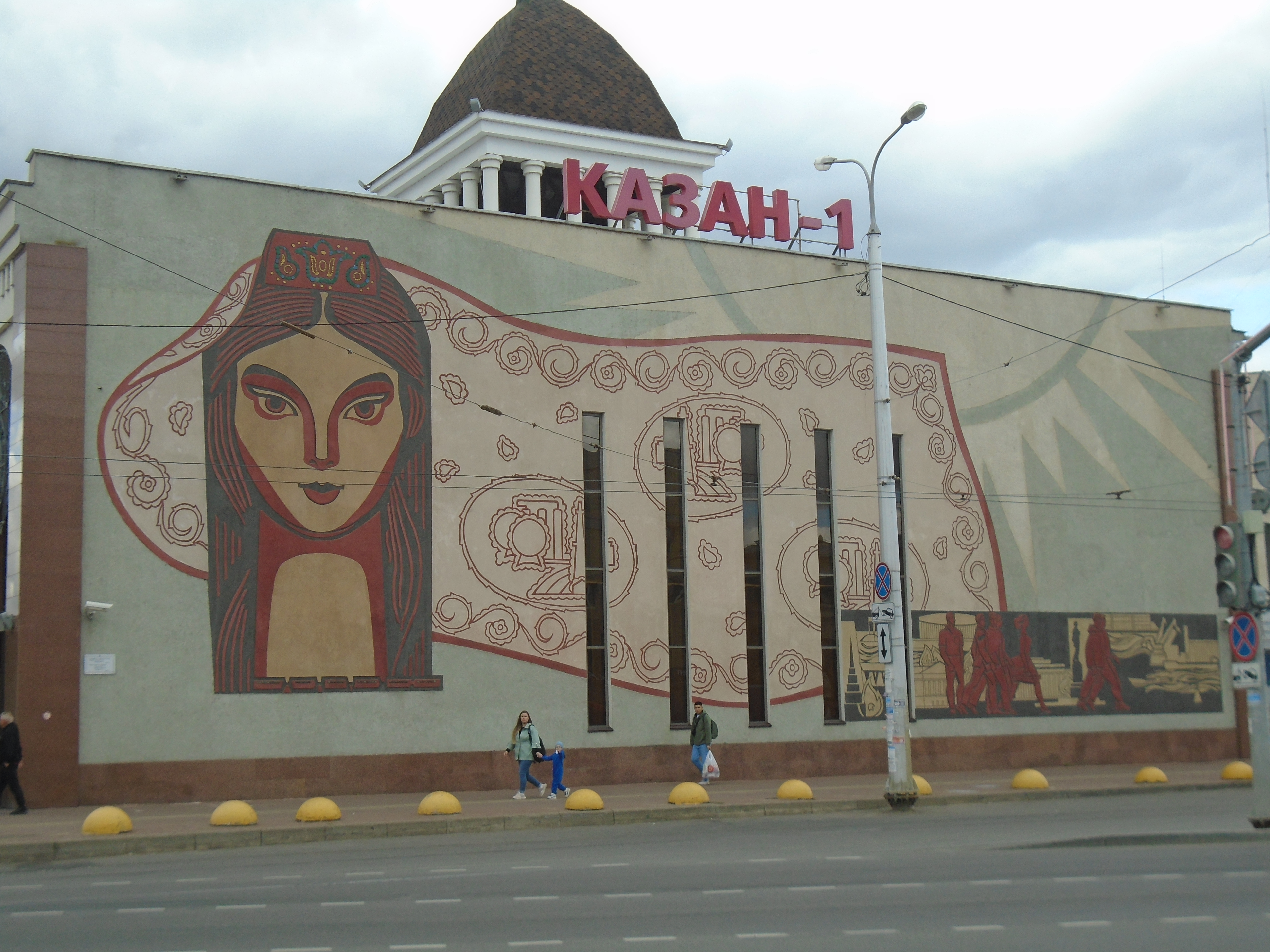
Вокзал, ул. Чернышевского

Важным объектом того времени стала композиция Бубеннова, Кильдибекова и Фёдорова под названием «Казань — столица Советской Татарии» на торцовой стене нового Казанского пригородного вокзала (арх. М. Х. Агишев), созданная в 1967 году к 50-летию Октябрьской революции. Полное взаимопонимание с архитектором, большой размах и масштаб, синтез искусств, сочетание керамики, бетона, гальки и стекла, использование техники сграффито и мозаики (Бубеннов, Фёдоров) в сочетании с витражами (Кильдибеков) позволили создать этапное для Татарии произведение монументалистики, ерекликающееся с работами французского художника Ф. Леже. Огромное изображение татарской девушки со строго тонким лицом, чуть раскосыми глазами в обрамлении чёрных кос, представляется настоящим олицетворением, персонификацией республики. Её белый платок распластан по всей плоскости наружной стены здания в качестве схематичной карты Татарии — посреди традиционных цветов тут помещены изображения нефтехранилищ и вышек, обведённые красным контуром будто узоры народных вышивок. В нескольких местах платок рассекается вертикальными полосами узких окон-витражей, которые остроумно усиливают декоративную нарядность и цветовое решение работы. Калфак же на голове девушки украшен зелёными и голубыми плитками керамики, подобными самоцветам. Аллегорический образ сочетается с реальным и по низу сграффито протянулся полосой мозаичный силуэт Казани с фигурами юношей и девушек, рабочей смены страны, которые уверенно и спокойно вступают в жизнь под нежно-жёлтым солнцем, как бы организующим всё пространство стены. По оценкам критики, данная работа является не только наиболее ярким достижением коллективного труда художников, прибегших к оригинальной и сложной технике, но и одним из лучших завершённых произведений монументальной живописи второй половины 1960-х годов. В ходе реконструкции вокзала в 2005 году здание было снесено, от него осталась лишь одна стена с сграффито, сбитым и затем созданным заново в качестве копии оригинальной версии.

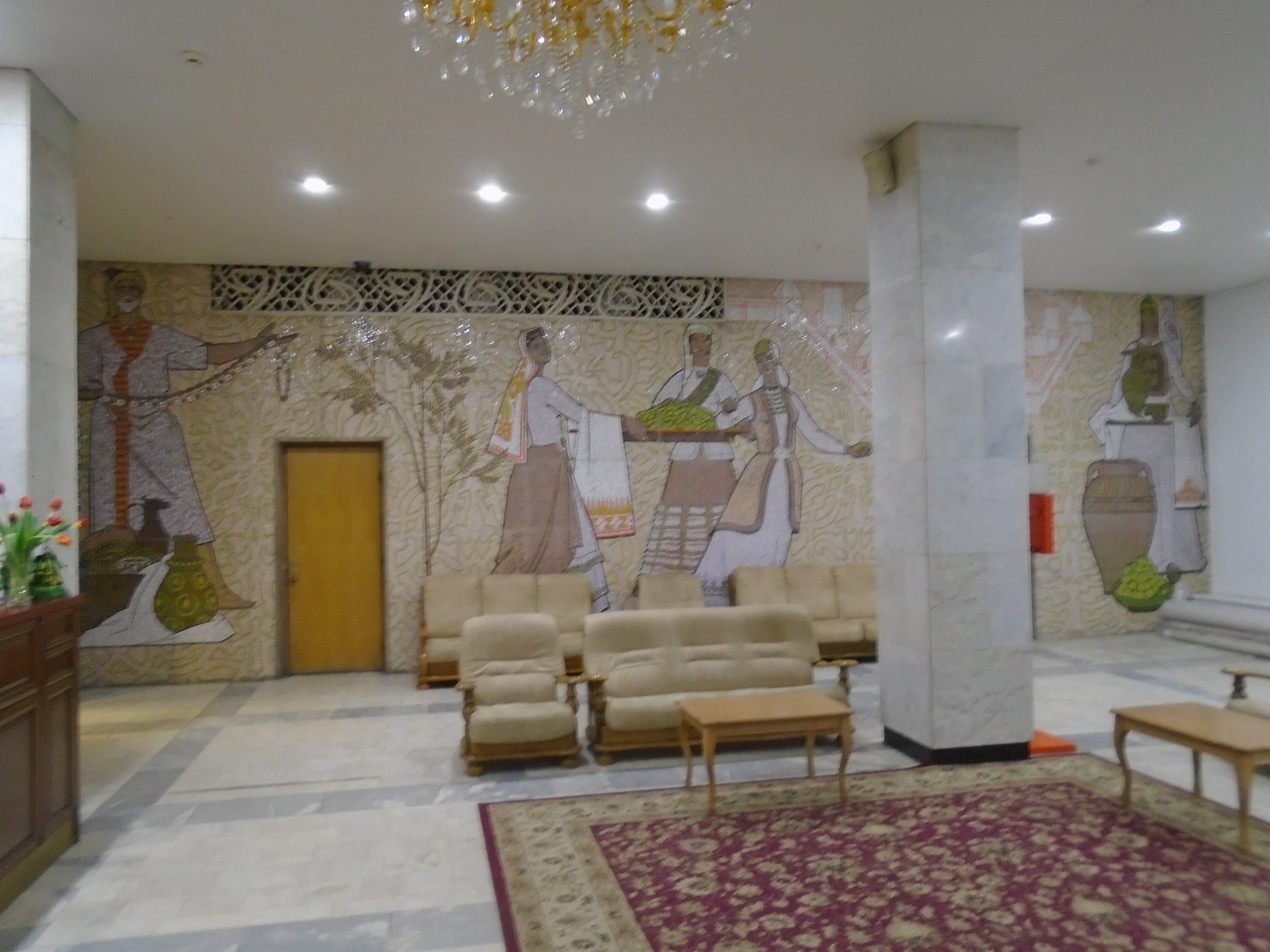
Вестибюль гостиницы, ул. Пушкина

Новым этапом в поступательном развитии монументалистики в Татарстане стало оформление в 1967 году гостиницы «Татарстан», появление которой в Казани к 50-летию Татарской АССР ознаменововалось большим комплексом декоративных работ. В оформлении гостиницы Бубеннов участвовал вместе с Кильдибековым (банкетный зал) и Фёдоровым (большой зал ресторана), ему выделили вестибюль, интерьер которого был выполнен совместно с архитектором М. Г. Хайруллиным. Мозаика на тему «Встреча гостей в Булгарах», как индивидуальная работа Бубенного, стала и первым крупным его произведением в более тонкой мозаичной технике из стеклосмальты, интерес к которой возрос в конце 1960-х годов. Сюжет сфокусирован на истории Волжской Булгарии и жизни татарского народа, решённых в бытовой интерпретации. Строго орнаментальный фон стены с архитектурной панорамой Булгара выделен тремя группами фигур — старик с бусами в руках, приветствующий гостей (слева); девушки на подносах с традиционными ритуальными полотенцами несут украшения и напитки, в том числе чак-чак (центр); женщина, подносящая гостям кувшин с щербетом (справа). Особенно выразительны тут элементы натюрморта, разнообразные жанровые и пейзажные мотивы, при общем тяготении Бубенного к величавой торжественности образов. Как и в других работах художника, здесь композиция отличается строгостью, имеет вертикальное направление, будучи сосредоточенной на одной или двух центральных фигурах, несущих символическую нагрузку в сочетании с акцентом в виде яркого цветового пятна. Удачным является масштаб фигур, хорошо вписанных в пространственный объём зала. Как по стилю исполнения, так и по сдержанности цветовой гаммы эта работа близка мозаике Фёдорова на тему «Чаепитие» в зале ресторана, в которой преобладают более тёплые тона — цветовое решение у Бубенного же напротив отличается холодной красочной гаммой на перекличке золотисто-желтых, белых, бирюзово-зеленых, светло-сиреневых и мягко-оранжевых цветов.

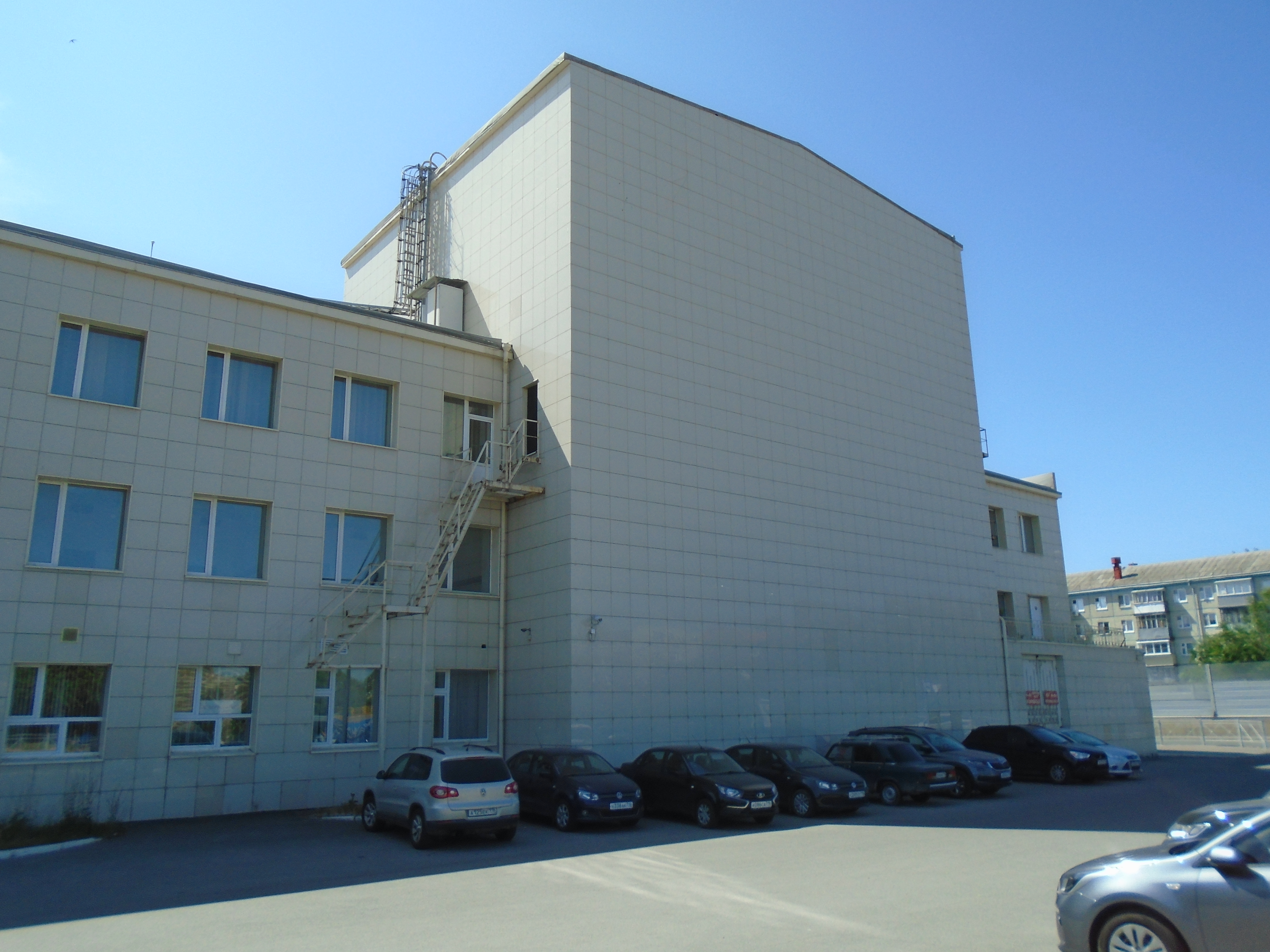
Место, на котором располагалась мозаика «Посадим сады!». ДК химиков, пр. Ямашева

Два года спустя, в 1969 году, на парковом фасаде Дворца культуры химиков Бубеннов и Фёдоров создали монументально-декоративную композицию «Посадим сады!» («Весна — утверждение жизни») в технике мозаики из смальты и майоликовых плит в бетонных блоках, которая оказалась уместна тематически, так как рядом расположены обширный сквер и детский парк. Как и в вестибюле гостиницы «Татарстан», мозаика выстроена вертикально с акцентом на фигурах — здесь это девочка, которая сажает молодую яблоньку, и сильный мужчина, положивший руку на её плечо и будто вырастающий из могучего ствола огромной цветущей яблони. В дальнейшем, в ходе реконструкции ДК в 2000-х годах, панно Бубенного было закрыто панелями из керамогранита и оказалось фактически утрачено. В 1971 году Бубеннов исполнил монументально-декоративную композицию из двух сграффито «Наука» и «Производство» на фасаде здания Казанского учётно-кредитного техникума. Панно симметрично расположены по левую и правую стороны от входа центральной оси здания, где расположены актовый и спортивный залы учебного заведения. В сграффито «Наука» слева изображена девушка за чтением книги, украшенной татарским орнаментом, тогда как справа видны молодые ученый и космонавт на фоне солнца, являющегося символическим воплощением поговорки «Ученье — свет». Сграфитто «Производство» сосредоточено на фигуре мужчины с пшеничными колосьями в руках, воплощающим в себе сельское хозяйство, поодаль от которого расположена группа строителей, представителей рабочих профессий. Композиция обеих панно выстроена на сопоставлении разномасштабности фигур — крупных, символизирующих отвлечённые понятия, и маленьких, занятых конкретным трудом, в чём видится влияние традиций древнеегипетской живописи. Сами фасады представляют собой идентичные торцевые стены, одинаковые по высоте и длине, причём главные фигуры составляют из себя примерно четыре метра, а остальные занимают оставшееся пространство и дополняют композицию своей цельностью. Фигуры очерчены чётким и плавным силуэтом, колорит композиции довольно красив и включает в себя пять цветов — нежно-зелёный, терракотовый, светло-розовый, белый и серый, которые гармонируют друг с другом и с окружающим архитектурным пространством.

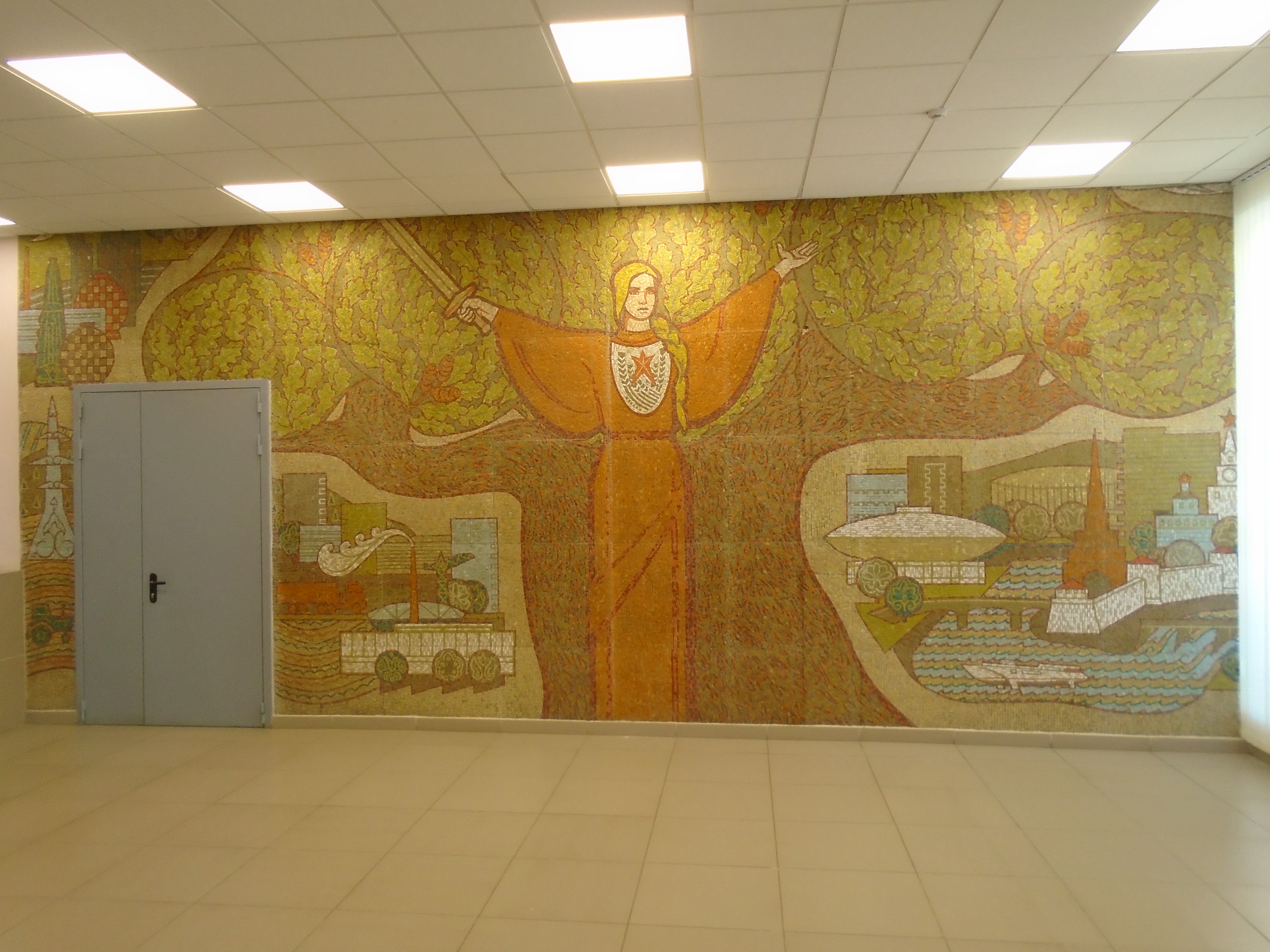
«Родина», вестибюль, ул. П. Лумумбы

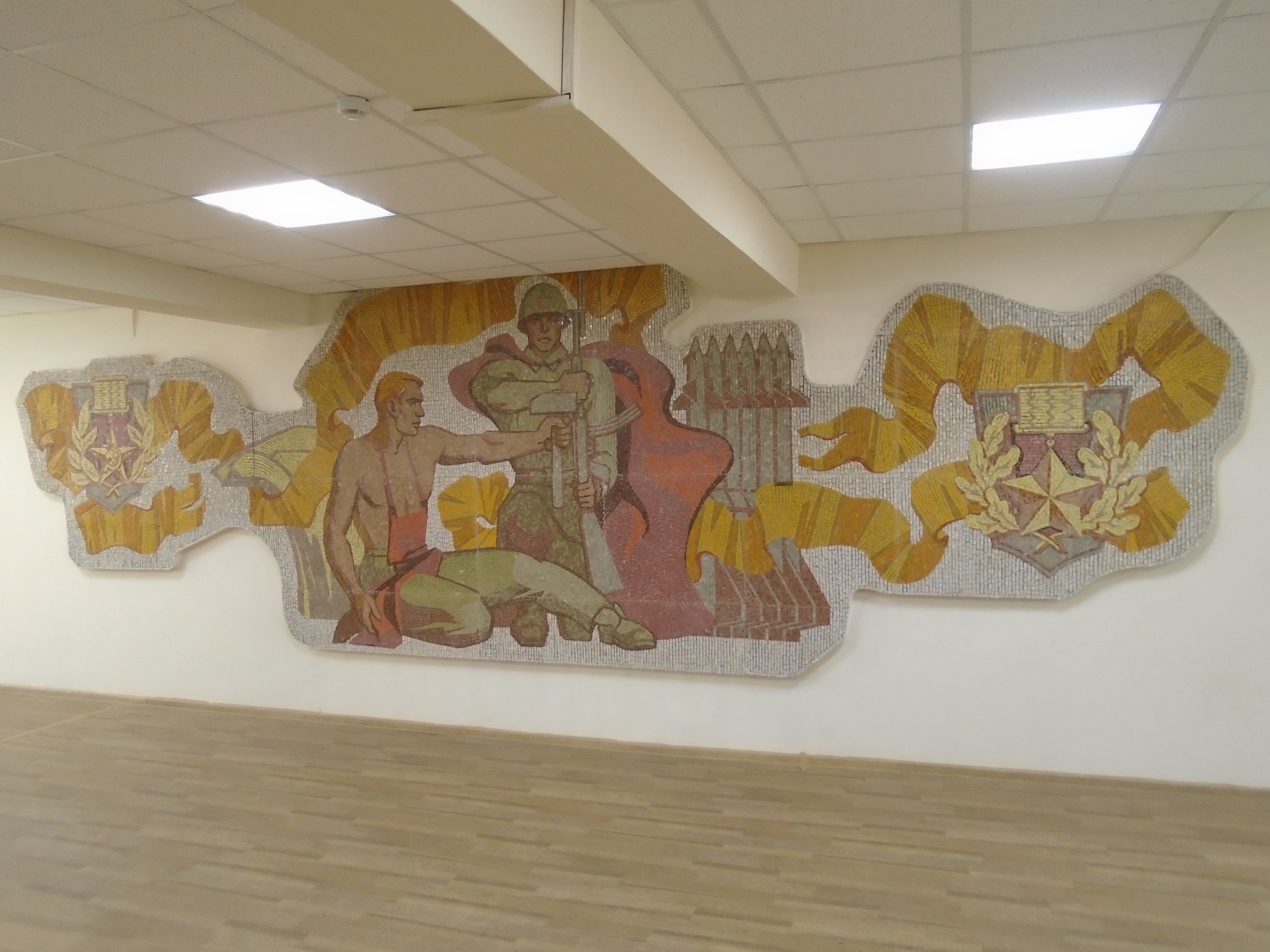
«Народ и армия едины», фойе

В 1975 году Бубеннов принял участие в оформлении Дома обороны (ДОСААФ) в Казани по проекту М. Р. Мухаметзянова, выполнив мозаики из смальты «Остановить войны пожар!» на фасаде, «Родина» в вестибюле, а также «Народ и армия едины» в фойе актового зала. Фасадная мозака оказалась не очень удачной — полуфигура мужчины, который вытянутой вперёд рукой как бы решительно останавливает пожар войны и преграждает ему дорогу, кажется схематически упрощённой, сплюснутой и сжатой в узком пространстве, так как вписана в низний прямоугольник козырька над входом. Интерьерные мозаики, напротив, представляют значительный интерес, в особенности выразительная фигура юной синеглазой светловолосой женщины в красном платье, символизирующей Родину. Она с мечом в руках стоит на фоне развесистого дуба и панорамы Казани с башней Сююмбике и Спасской башней кремля, зданиями цирка, Дворца спорта, Дома быта, гостиницы «Татарстан». Платье с широкими руками, занимающее центральное место композиции, производит эффектное впечатление благодаря своему декоративному акценту, крупному масштабу и яркому цвету. В 2016 году, во время реконструкции здания, две интерьерные мозаики остались в целости, однако фасадное панно было демонтировано с условием возвращения на место после реставрации, чего так и не произошло.
Одновременно с работой в области монументального искусства, в первой половине 1960-х годов значительный вклад Бубеннов внёс в становление в Казани агитационного и политического плаката. Критикой отмечены такие его плакаты, как «Его величество рабочий класс» (1963, в соавторстве с И. К. Ахмадеевым), «В бой выходят за большие урожаи» (1964), «Слава тебе!» (1964), «…Плюс химизация» (1965), «График работы точный» (1967). Структура плаката «Его величество рабочий класс» отличается своеобразием — фигура рабочего исполнена во всю высоту листа, а по бокам помещены силуэтные композиции, отображающие этапы пути советского рабочего класса. Удачно совместив повествование с монументальной человеческой фигурой, Бубеннов придал плакату многоплановый идейный смысл, перекликающийся с его творчеством как художника-монументалиста. В 1963 году на Всесоюзной выставке политического плаката за этот плакат он был отмечен дипломом II степени от Союза художников СССР. С конца 1970-х годов он всё больше стал обращаться к станковой живописи, к жанру лирического пейзажа, как, например, в работе «Весенний разлив» (1978), с которыми активно выступал на различных выставках. Указывая, что «чистый портрет — не мой жанр», в 1980-х годах Бубеннов задумывал написать картину-портрет об отце, изобразив его молодым фронтовым корреспондентом, но затем отказался от этой затеи, так как это «должен был бы быть не просто портрет конкретного человека, а писателя-фронтовика»: «Такого отца я не знал, иконографического материала нет, а послевоенные фотографии ни о чём не говорят».

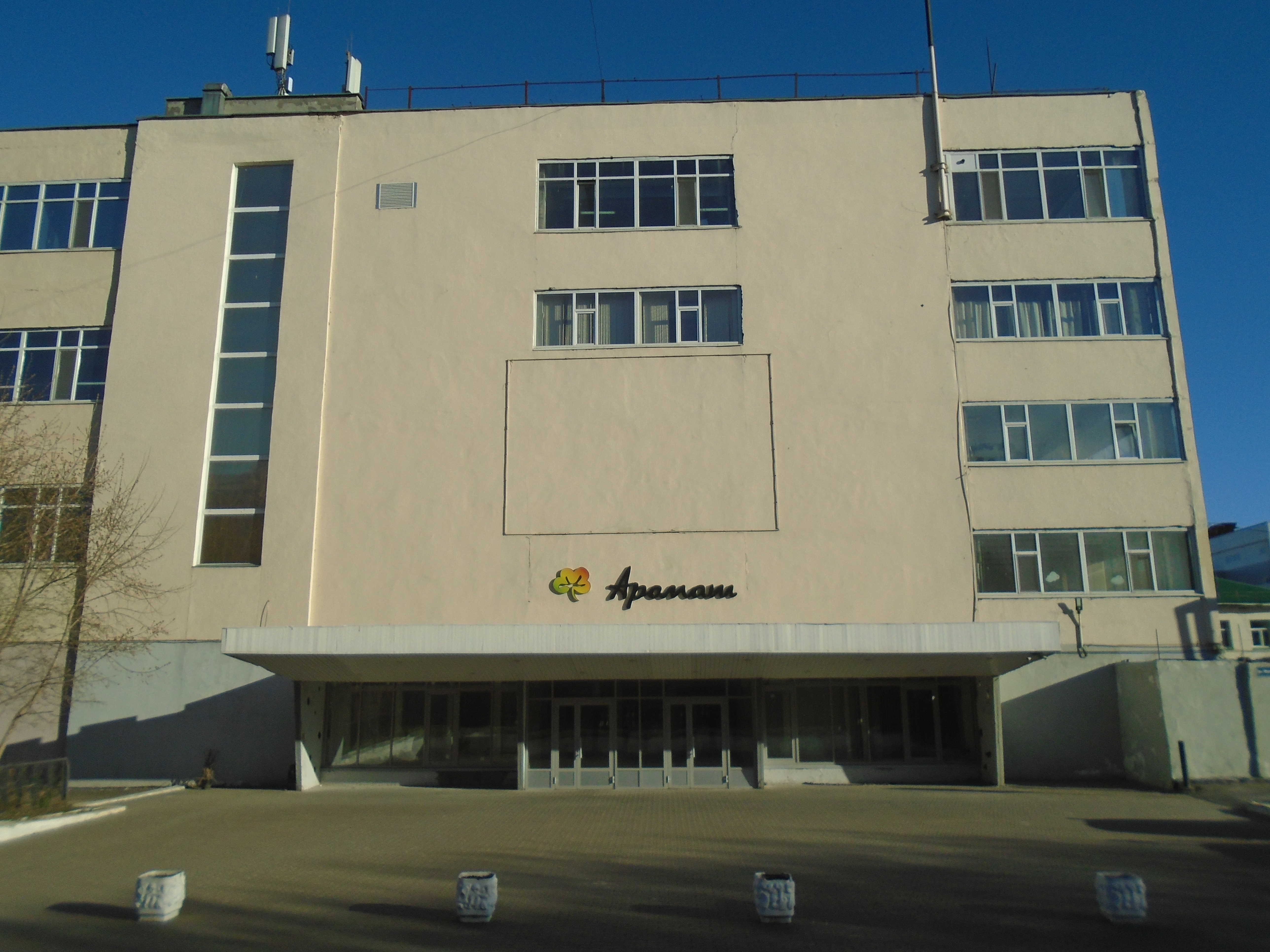
Фабрика «Аромат», ул. Фаткуллина

К 1970-м годам относится работа Бубеннова и Кильдибекова над сграффито «Победа коммунизма неизбежна» в сквере на улице Гагарина, посвященном актуальной в то время теме — союзу промышленности, труда и образования. Слева изображён портрет В. И. Ленина, справа — сам лозунг, рядом с которым представлены рабочие за станком, строители, студенты, молодёжь с производственными атрибутами. Колорит работы составляют кирпично-красный, белый, серый, тёмно-серый, серо-зелёный и бежевый цвета, причём Ленин изображён двухцветным в качестве ненавязчивого идейного символа, а другие изображения схематичны и похожи на сграффито с гостиницы «Волга». Также Бубеннов является автором монументальных многофигурных жанровых росписей на фасаде казанской фабрики «Аромат» (1976), «Трудовая победа» в здании «Татнефтьстрой» (1977), «Юность» в интерьере профессионального училища № 49 (1977), «Мечтатели» в интерьере техникума связи (1978), «Энергетика» и «Молодость» в интерьере энергетического техникума (1980). Помимо этого, он, возможно, стал создателем ряда композиций на темы космоса и детских рисунков на жилых домах по улице Космонавтов, выполненных в 1980-х годах.
Сейчас занимаюсь, в основном, пейзажем. Изредка пишу натюрморт. Монументальное искусство пришлось оставить по состоянию здоровья: мне нельзя поднимать тяжёлое, работать на лесах. Очень жалею об этом. Вся моя жизнь была посвящена фреске и мозаике.Сергей Бубеннов, 1985 год.

## Награды
- Почётное звание «Заслуженный деятель искусств Республики Татарстан» (2000 год)[8][9].

## Личная жизнь
Жена — Ольга Васильевна, художник театра. Сын — Михаил, выпускник Казанского авиационного института имени Туполева, радиоэлектроник. Дочь — Людмила, выпускница Института живописи, скульптуры и архитектуры имени И. Е. Репина Академии художеств СССР, архитектор. Проживал на улице академика Лаврентьева.